# Ганн, Джеймс Эдвин
Джеймс Э́двин Ганн (англ. James Edwin Gunn; 12 июля 1923, Канзас-Сити, Миссури — 23 декабря 2020) — американский писатель, автор научно-фантастических романов и рассказов, издатель научной фантастики, антрополог, один из первых исследователей научной фантастики. Лауреат премии «Хьюго» (1983). В 2007 году Ассоциация американских авторов научной фантастики и фэнтези выбрала Джеймса Ганна 24-м «Гроссмейстером фантастики», в 2015 году имя Джеймса Ганна было внесено в «Зал славы научной фантастики и фэнтези».
Джеймс Ганн был эмеритированным профессором английской филологии и директором-основателем Центра по изучению научной фантастики при Канзасском университете.

## Биография
Джеймс Ганн родился 12 июля 1923 года в Канзас-Сити, штат Миссури. Его отец — Дж. Уэйн Ганн, мать — Элиза Мэй (в девичестве Хатчисон). Отец Джеймса Ганн был печатником, кроме него много членов семьи работали в типографском и издательском деле. С 1943 до 1946 года Джеймс Ганн служил на флоте. После службы поступил в Канзасский университет, где в 1947 году получил степень бакалавра журналистики, а в 1951 году — степень магистра английской филологии.
В том же году женился на Джейн Фрэнсис Андерсон, с которой имел двух сыновей. После университета в 1952 году Ганн работал редактором Western Printing Lithographing and Company в Расине, штат Висконсин, а впоследствии был свободным писателем. В 1955 году стал издателем университетского Alumni Publications, а с 1958 года начал работать преподавателем английской филологии, параллельно занимая административную должность по связям с общественностью. В 1974 году получил должность профессора английской филологии.
Джеймс Ганн считается пионером литературоведческих исследований жанра научной фантастики. Уже его магистерская работа называлась «Философия научной фантастики» (The Philosophy of Science Fiction). В 1953 году эта работа была опубликована с продолжением в журнале Dynamic Science Fiction. В 1969 году Ганн впервые выступил с курсом лекций, посвящённым научной фантастике, а в 1982 году он основал Центр по изучению научной фантастики при Университете Канзаса, ставшим первым научным заведением с такой специализацией.
В 1971 и 1972 годах был президентом Американской ассоциации писателей-фантастов (SFWA). В 1980—1982 годах был президентом Ассоциации исследования научной фантастики. В 2007 SFWA избрала его 24-м Гроссмейстером фантастики.

## Творчество
Джеймс Ганн является автором многих монографий, посвящённых научной фантастике, в частности таким темам, как история научной фантастики (Alternate Worlds: The Illustrated History of Science Fiction, 1975, 1976), написание произведений в жанре научной фантастики (The Science of Science-Fiction Writing, 2000), чтение научной фантастики (Reading Science Fiction, 2008), теория научной фантастики (Speculations on Speculation: Theories of Science Fiction, вместе с Мэтью Канделариа, 2005). Ганн является также автором энциклопедии научной фантастики (The New Encyclopedia of Science Fiction, 1988). Его биография Айзека Азимова (Isaac Asimov: The Foundations of Science Fiction, 1982, переработанное издание 1996) была отмечена в 1983 году премией «Хьюго».
Важной работой Ганна стала шеститомная антология фантастики The Road to Science Fiction (1977—1998), в которой на многочисленных примерах представлено развитие фантастического жанра от истоков в шумерском эпосе о Гильгамеше до предтеч (По, Верн, Уэллс) и классиков (Хайнлайн, Фармер, Дик) и вплоть до современности и будущего. Пятый том (The British Way) посвящён британской, а шестой (Around the World) мировой фантастике. Кроме того, Ганн является автором сотен эссе, статей и рецензий, посвящённых научной фантастике.
В 2017 вышла в свет его автобиография (Star-Begotten: A Life Lived in Science Fiction), в которой он описывает свой путь автора и исследователя научной фантастики.
Ганн является не только литературоведом, но и сам пишет художественные тексты ещё с 1947 года. Первым его произведением была пьеса, он также писал для газет и радио. В 1948 году он обратился к жанру научной фантастики; в 1949 году был опубликован его первый рассказ в этом жанре.
Всего Ганн написал почти 2 десятка романов и более 100 произведений короткой формы. Именно рассказ является его любимым жанром; это заметно, в частности, в том, что некоторые из его романов являются скорее сборниками рассказов, чем целостными текстами (сравн. Station in Space (1958), The Immortals (1962) и The Listeners (1972)).
Его тексты неоднократно переводились на русский язык; одним из наиболее известных переводов является короткая повесть «Где бы ты ни был» (Wherever You May Be, 1960), трижды экранизованная в СССР («Психодинамика колдовства», 1990), России («Если невеста ведьма», 2002) и на Украине («Ну ты и ведьма», 1992).
Скончался 23 декабря 2020 года.

## Избранные произведения

### Научно-фантастические произведения
- Star Bridge, Gunn and Jack Williamson (Gnome Press, 1955)
- This Fortress World (Gnome, 1955)
- Station in Space (Bantam Books, 1958), сборник рассказов
- The Joy Makers (Bantam, 1961)
- Future Imperfect (Bantam, 1964), сборник рассказов
- The Immortals (Bantam, 1964), четыре рассказа; переработанное и дополненное издание, которое содержит пять рассказов, Pocket Books, 2004
- The Immortal (Bantam, 1970) — романизация телевизионного сериала The Immortal
- The Witching Hour (Dell, 1970), сборник рассказов
- The Listeners (Scribner’s, 1972), сборник рассказов
- Breaking Point (Walker & Co., 1972), сборник рассказов
- The Burning (Dell, 1972), сборник рассказов
- Some Dreams Are Nightmares (Scribner’s, 1974), сборник рассказов
- The End of the Dreams (Scribner’s, 1975), сборник рассказов
- The Magicians (Scribner’s, 1976) — расширенная повесть «Sine of the Magus» (Beyond Fantasy Fiction, May 1954)
- Kampus (Bantam, 1977)
- The Dreamers (Simon & Schuster, 1981)
- Crisis! (Tor Books, 1986) — шесть рассказов, опубликованных в течение 1978—1985 годов
- The Joy Machine (Star Trek, Book 80) (1996)
- The Millennium Blues (e-reads.com, 2000; Easton Press, 2001)
- Human Voices (Five Star Books, 2002)
- Gift from the Stars (Easton, 2005)
- Transcendental (Transcendental Machine #1) ISBN 9780765335012 (Tor, 2013)
- Transgalactic (Transcendental Machine #2) ISBN 9780765380920 (Tor, 2016)
- Transformation (Transcendental Machine #3) ISBN 9780765386663 (Tor, Июнь 2017)

### Литературоведческие работы
- Alternate Worlds: The Illustrated History of Science Fiction (Prentice-Hall, 1975), ISBN 0-89104-049-8 — отмечена премией Локус и специальной наградой Worldcon[9]
- Isaac Asimov: The Foundations of Science Fiction (Oxford, 1982); revised ed. (Scarecrow Press, 1996), ISBN 0-8108-3129-5[10] — отмечена премией Хьюго[9]
- The New Encyclopedia of Science Fiction, издатель (Viking Press, 1988), 067081041X — финалист премии Хьюго[9]
- The Science of Science-Fiction Writing (Scarecrow Press, 2000), ISBN 1578860113 — «reflects on the science fiction process and how to teach it»
- Speculations on Speculation: Theories of Science Fiction, by Matthew Candelaria and Gunn (Scarecrow Press, 2005)
- Inside Science Fiction (Scarecrow Press, 2006)
- Reading Science Fiction, by Gunn, Marleen S. Barr, and Matthew Candelaria (Palgrave Macmillan, 2008)
- «Science fiction imagines the digital future», Analog 131:7&8 (Jul-Aug 2011), pp. 98-103